# Westwood (Boyd County, Kentucky)
Westwood é uma Região censo-designada localizada no estado americano de Kentucky, no Condado de Boyd.

## Demografia
Segundo o censo americano de 2000, a sua população era de 4888 habitantes.

## Geografia
De acordo com o United States Census Bureau tem uma área de
10,3 km², dos quais 10,1 km² cobertos por terra e 0,2 km² cobertos por água.

## Localidades na vizinhança
O diagrama seguinte representa as localidades num raio de 8 km ao redor de Westwood.